# Villaz (Svizzera)
Villaz (toponimo francese) è un comune svizzero di 2 310 abitanti del Canton Friburgo, nel distretto della Glâne. Il comune è nato nel 2020 dalla fusione del comune di La Folliaz con il comune di Villaz-Saint-Pierre.

## Storia
Il comune è nato nel 2020 il comune dalla fusione del comune di La Folliaz con il comune di Villaz-Saint-Pierre.

## Monumenti e luoghi d'interesse
- Cappella cattolica di San Giovanni Battista a Lussy, attestata dal 1649 e ricostruita nel 1784 e nel 1925
- Chiesa cattolica di Villarimboud, eretta nel 1841-1844
- Chiesa cattolica dei Santi Pietro e Paolo (già di San Paolo) a Villaz-Saint-Pierre, attestata dal XII secolo e ricostruita nel 1843

## Infrastrutture e trasporti

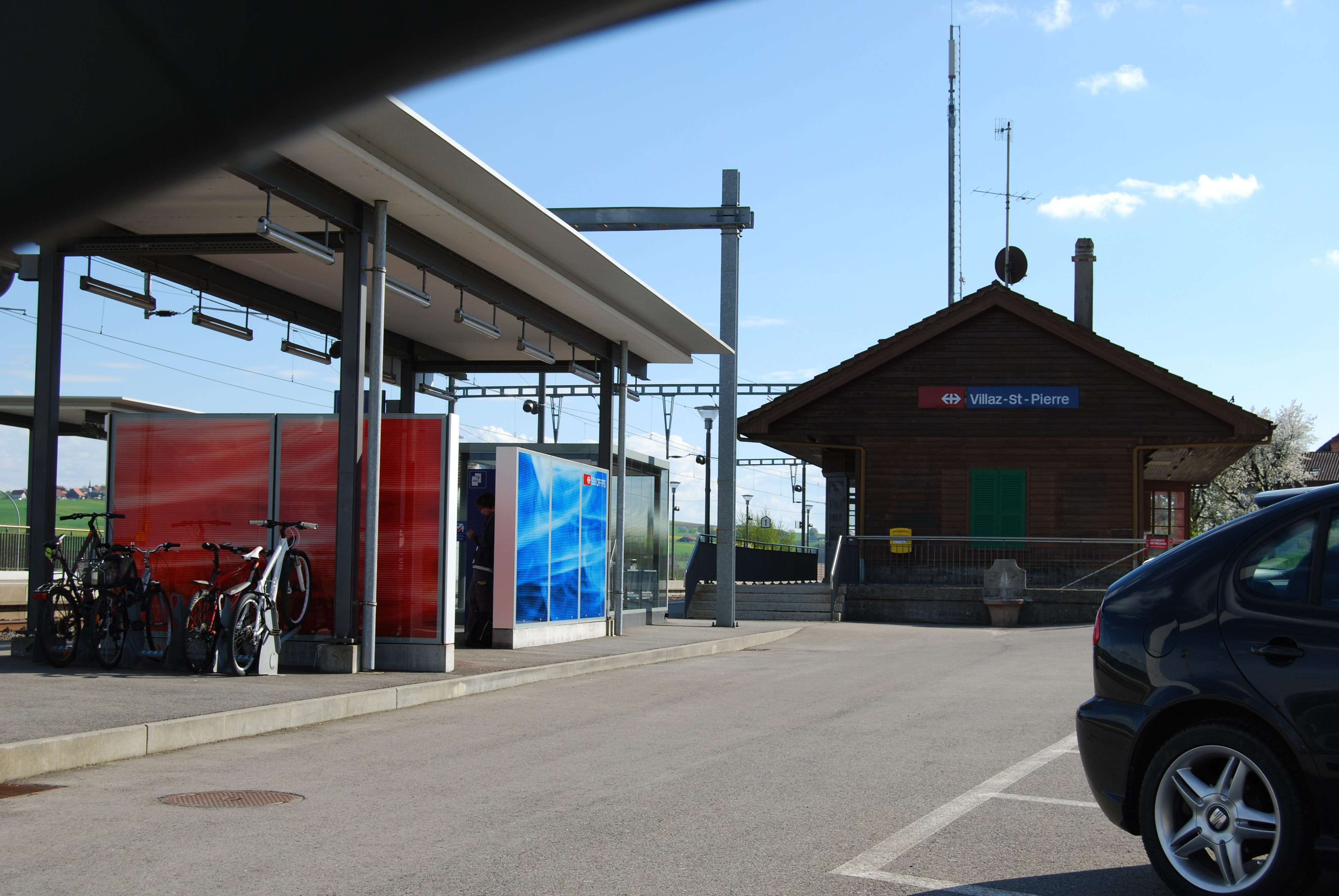
La stazione di Villaz-Saint-Pierre

Villaz è servito dall'omonima stazione sulla ferrovia Losanna-Berna.